# 랜들 콜린스
랜들 콜린스(Randall Collins, 1941년 7월 29일 ~ )은 미국의 사회학자이다. 현재 펜실베이니아 대학교의 도로시 스웨인 토마스 사회학 명예교수이다. 하버드 대학교에서 심리학을 전공하였는데, 이때 탤컷 파슨스로부터 강의를 받았다. 스탠포드 대학교에서 심리학으로 석사 학위를 받은 콜린스는 캘리포니아 대학교 버클리에서 사회학으로 석사와 박사 학위를 받았다. UC 버클리에서 강사로 강의를 시작하여 위스콘신 대학교 매디슨에서 강의하였으며 캘리포니아 대학교 샌디에이고 조교수, 버지니아 대학교와 캘리포니아 대학교 리버사이드 교수를 거쳐 펜실베이니아 대학교 교수가 되었다.
주요 저서로 《갈등 사회학》(Conflict Sociology: Toward an Explanatory Science, 1975), 《학력주의 사회》(The Credential Society: An Historical Sociology of Education and Stratification, 1979), 《사회학 본능》(Sociological Insight: An Introduction to Non-Obvious Sociology, 1992), 《철학들의 사회학》(The Sociology of Philosophies: A Global Theory of Intellectual Change, 1998), 《사회적 삶의 에너지: 상호작용 의례의 사슬》(Interaction Ritual Chains, 2004) 등이 있다. 그는 미국의 대표적인 비마르크스주의 갈등 이론 이론가 중 하나로 꼽히며, 2010년부터 2011년까지 미국사회학회 회장을 지냈다.

## 저서
- Conflict Sociology: Toward an Explanatory Science  (1975)
- The Credential Society: An Historical Sociology of Education and Stratification (1979)
- Sociological Insight: An Introduction to Non-Obvious Sociology (1992)
  - 랜들 콜린스 (2024년 4월 25일). 《사회학 본능: 일상 너머를 투시하는 사회학적 통찰의 힘》. 번역 김승욱. 알마. ISBN 9791185430201.
- The Sociology of Philosophies: A Global Theory of Intellectual Change (1998)
- Interaction Ritual Chains (2004)
  - 랜들 콜린스 (2009년 9월 21일). 《사회적 삶의 에너지: 상호작용 의례의 사슬》. 번역 진수미. 한울아카데미. ISBN 9788946041417.
- Does Capitalism Have a Future? (2013)
  - 이매뉴얼 월러스틴; 랜들 콜린스; 마이클 맨; 게오르기 데를루기얀; 크레이크 캘훈 (2014년 11월 30일). 《자본주의는 미래가 있는가?》. 번역 성백용. 창비. ISBN 9788936485924.